# Regole di Baldwin
Le regole di Baldwin, elaborate da Jack Baldwin nel 1976, sono delle linee guida della chimica organica che discutono riguardo alle reazioni a ciclo chiuso di composti aliciclici.

## Applicazioni
Queste regole non hanno lo scopo di descrivere in maniera assoluta se una certa reazione avrà luogo o meno. Si tratta, come già specificato, di concetti guida per avere un'idea di ciò che accadrà durante la reazione.
Una reazione è lenta (equivalentemente, è sfavorita) se ha un tasso che non è in grado di competere efficacemente con una favorita (veloce). Tuttavia, il prodotto della reazione sfavorita può comunque essere osservato, non senza difficoltà, a patto che non siano state privilegiate troppe reazioni più veloci.
Essenzialmente, queste regole classificano le chiusure ad anello in tre modi diversi:
- il numero di atomi dell'anello appena formatosi
- con la nomenclatura -eso e -endo a seconda che il legame rotto si trovi, rispettivamente, fuori o dentro l'anello
- con tet, trig e dig a seconda della geometria dell'atomo che viene attaccato, cioè se il carbonio elettrofilo è tetraedrico (ibridato sp3), trigonale (ibridato sp2) oppure digonale (ibridato sp).

Quindi, una reazione a ciclo chiuso, per esempio, potrebbe essere classificata come:

Baldwin si rese conto che i requisiti della sovrapposizione degli orbitali per la formazione di legami favoriscono soltanto alcune combinazioni delle dimensioni dell'anello e dei parametri sopra citati.
|      | 3   | 3   | 4   | 4   | 5   | 5   | 6   | 6   | 7   | 7   |
| tipo | eso | end | eso | end | eso | end | eso | end | eso | end |
| tet  | ✓   |     | ✓   |     | ✓   | ✗   | ✓   | ✗   | ✓   | ✗   |
| trig | ✓   | ✗   | ✓   | ✗   | ✓   | ✗   | ✓   | ✓   | ✓   | ✓   |
| dig  | ✗   | ✓   | ✗   | ✓   | ✓   | ✓   | ✓   | ✓   | ✓   | ✓   |

 L'angolo acuto di attacco, postulato da Baldwin, è stato sostituito con una traiettoria simile all'angolo di Bürgi–Dunitz.

## Regole per gli enolati
Le regole di Baldwin si applicano anche alla ciclizzazione aldolica che riguarda gli enolati:
Le regole sono le seguenti:
|          | enolendo | enolendo | enolendo | enolendo | enolendo | enoleso | enoleso | enoleso | enoleso | enoleso |
| tipo     | 3        | 4        | 5        | 6        | 7        | 3       | 4       | 5       | 6       | 7       |
| eso-tet  | ✗        | ✗        | ✗        | ✓        | ✓        | ✓       | ✓       | ✓       | ✓       | ✓       |
| eso-trig | ✗        | ✗        | ✗        | ✓        | ✓        | ✓       | ✓       | ✓       | ✓       | ✓       |

## Eccezioni
Queste regole si basano su osservazioni empiriche, pertanto presentano alcune eccezioni. Tra le principali riportiamo:
- la ciclizzazione dei cationi;
- le reazioni che coinvolgono atomi del terzo periodo, come lo zolfo.